# Sylviane Noël
Pour les articles homonymes, voir Noël.
Sylviane Noël, née Guffon le 27 janvier 1978 à Bonneville, est une femme politique française. En 2018, à la suite de la démission de Jean-Claude Carle, elle devient sénatrice de la Haute-Savoie, siégeant dans le groupe des Républicains.

## Biographie

### Carrière professionnelle
Après des études de droit public à l'université de Savoie à Chambéry puis une spécialisation en droit des collectivités locales à l'université de Bourgogne, Sylviane Noël est à partir de 2003 attachée parlementaire auprès de Martial Saddier, député (UMP puis LR) de Haute-Savoie,.

### Carrière politique
Sylviane Noël commence sa carrière politique personnelle en se présentant à la mairie de Nancy-sur-Cluses. Elle est élue maire lors des municipales de 2008, et est réélue en 2014.
Elle est la suppléante de Georges Morand lors des législatives de 2012,,,.
En 2012, elle accède à la sixième vice-présidence de la communauté de communes Cluses-Arve et Montagnes, puis à la septième vice-présidence en 2014.
En 2014, le sénateur Jean-Claude Carle lui propose d'être candidate sur sa liste lors des sénatoriales. Elle figure en deuxième position sur la liste UMP, mais elle n'est pas élue.  
À la suite de la démission de Jean-Claude Carle,,, elle devient le 7 août 2018 sénatrice de la Haute-Savoie, et la première femme représentante à la Haute-Assemblée pour ce département. Elle siège à la Commission des affaires économiques, elle est également membre des groupes de travail ruralité et sidérurgie. 
Elle est membre du SIVOM de la région de Cluses. Elle fait également partie du comité directeur de l'Association nationale des élus de montagne, et est secrétaire de l'Association des maires ruraux de la Haute-Savoie.
À l’issue des élections sénatoriales de 2020, à la tête de la liste Les Républicains (LR), elle conserve son mandat de sénatrice.
Membre de l’aile conservatrice du groupe, elle s’illustre notamment pour ses positions hostiles à la vaccination contre la Covid-19.[réf. nécessaire]